# Nadja Nadgornaja
Nadja Nadgornaja (n. 22 septembrie 1988, în Kiev, Ucraina) este o handbalistă germană care joacă pentru clubul Thüringer HC și echipa națională a Germaniei. Mama Nadjei s-a născut la Minsk, în Belarus, iar tatăl ei este ucrainean.

## Biografie
Nadgornaja a început să joace la Neusser HV, după ce fratele ei mai mare, înotătorul Dmitri Nadgornîi, a dus-o la un antrenament. În 2004, ea s-a mutat la clubul din divizia secundă HSG Blomberg-Lippe cu care a promovat, doi ani mai târziu, în Bundesliga. Începând cu 1 iulie 2008, Nadja Nadgornaja s-a transferat la DJK / MJC Trier, iar în vara anului 2010 la Thüringer HC, unde a primit tricoul cu numărul trei.
Nadgornaja evoluează pe postul de intermediar stânga și este dreptace.

### Echipa națională
Nadgornaja a fost componentă a echipei naționale de junioare a Germaniei. Cea mai mare performanță a ei este câștigarea, pe 3 august 2008, a Campionatului Mondial pentru junioare desfășurat la Skopje, în Macedonia. Cu 53 de goluri înscrise, Nadgornaja a fost declarată cea mai bună marcatoare a competiției și a fost nominalizată în All-Star Team.
Până la începerea Campionatului European din 2012, Nadgornaja a jucat în 27 de meciuri pentru naționala de senioare a Germaniei, în care a înscris 104 goluri.

## Palmares
Echipa națională
- Campionatul Mondial (junioare):
  -  Medalie de aur: 2008

Club
- Campionatul Germaniei:
  - Câștigătoare: 2011, 2012
- Cupa Germaniei:
  -  Câștigătoare: 2011
  - Semifinalistă: 2008

### Distincții individuale
- Cea mai bună marcatoare la Campionatul Mondial pentru junioare din 2008 (53 de goluri)
- Nominalizată în All-Star Team la Campionatul Mondial pentru junioare din 2008